# Phlebopenes longicaudata
Phlebopenes longicaudata is een vliesvleugelig insect uit de familie Eupelmidae. De wetenschappelijke naam is voor het eerst geldig gepubliceerd in 1874 door Westwood. De soort komt voor in Brazilië.